# HipHopDX

Старий логотип

HipHopDX — онлайн-журнал з хіп-хоп новинами та критичними матеріалами. Президент і видавець: Шарат Черіен. Нинішній головний редактор: Джастін Гант. HipHopDX є основним виданням групи Cheri Media Group.
На 2012 BET Hip Hop Awards його номінували у категорії «Найкращий хіп-хоп сайт». 3 вересня 2013 журнал The Source присвоїв HipHopDX 3-тю сходинку у рейтингу «2013 Digital Power 30», куди потрапили сайти, найпопулярніші в хіп-хоп індустрії.

## Річні нагороди
MC року
- 2006: Лупе Фіаско
- 2007: André 3000
- 2008: Nas
- 2009: Raekwon
- 2010: Eminem
- 2011: Tech N9ne
- 2012: Кендрік Ламар
- 2013: Кендрік Ламар
- 2014: Big K.R.I.T.

Альбом-розчарування року
- 2014: «A Better Tomorrow» Wu-Tang Clan

Альбом року
- 2006: Lupe Fiasco's Food & Liquor Лупе Фіаско
- 2007: Graduation Каньє Веста
- 2008: I Pledge Allegiance to the Grind II Killer Mike
- 2009: Only Built 4 Cuban Linx… Pt. II
- 2010: My Beautiful Dark Twisted Fantasy Каньє Веста
- 2011: Section.80 Кендріка Ламара
- 2012: Good Kid, M.A.A.D City Кендріка Ламара
- 2013: Run the Jewels Run the Jewels
- 2014: PRhyme PRhyme

Відео року
- 2014: «i» Кендріка Ламара

Куплет року
- 2006: R.A. the Rugged Man на «Uncommon Valor: A Vietnam Story»
- 2007: André 3000 на «Da Art of Storytellin' pt. 4»
- 2008: Джо Бадден на «Who?»
- 2009: Ghostface Killah на «Gihad»
- 2010: Нікі Мінаж на «Monster»
- 2011: Кендрік Ламар на «HiiiPower»
- 2012: Killer Mike на «Reagan»
- 2013: Кендрік Ламар на «Control»
- 2014: Big K.R.I.T. на «Mt. Olympus»

Мікстейп року
- 2008: The Bar Exam 2 Royce da 5'9"
- 2009: So Far Gone Drake
- 2010: K.R.I.T. Wuz Here Big K.R.I.T.
- 2013: Acid Rap Chance the Rapper
- 2014: Tha Tour Pt. 1 Rich Gang

Найважніший фрістайл року
- 2014: «Shady CXVPHER» Eminem, Slaughterhouse та Yelawolf

Не хіп-хоп альбом року
- 2006: St. Elsewhere Gnarls Barkley
- 2007: Back to Black Емі Вайнгаус
- 2008: Seeing Sounds N.E.R.D
- 2009: Love the Future Честера Френча
- 2010: The Lady Killer Cee Lo
- 2011: Nostalgia, Ultra Френка Оушена
- 2012: Channel Orange Френка Оушена
- 2013: The 20/20 Experience Джастіна Тімберлейка
- 2014: Souled Out Дженей Айко

Недооцінений альбом року
- 2007: Below the Heavens Blu & Exile
- 2008: Johnson&Jonson Johnson&Jonson
- 2009: Born and Raised Cormega
- 2010: Nineteen Ninety Now Celph Titled та Buckwild
- 2011: Dr. Lecter Екшна Бронсона
- 2012: Trophies O.C. та Аполло Браун
- 2013: Czarface 7L & Esoteric та Inspectah Deck
- 2014: Faces Мака Міллера

Недооцінений артист року
- 2014: Rapsody

Новачок року
- 2007: Blu
- 2008: Wale
- 2009: Fashawn
- 2010: Yelawolf
- 2011: Екшн Бронсон
- 2012: Джої Бедесс
- 2013: Chance the Rapper
- 2014: Вінс Стейплс

Повернення року
- 2007: UGK
- 2008: Q-Tip
- 2009: Wu-Tang Clan
- 2010: Ллойд Бенкс
- 2011: Common
- 2012: Juicy J
- 2013: Мак Міллер
- 2014: G-Unit

Продакшн року
- 2014: «Move That Dope» Mike WiLL Made-It

Продюсер року
- 2006: will.i.am
- 2007: Polow da Don
- 2008: Black Milk
- 2009: No ID
- 2010: Каньє Вест
- 2011: Big K.R.I.T.
- 2012: The Alchemist
- 2013: Mike Will Made It
- 2014: DJ Mustard

Співпраця
- 2014: «Kingdom» Common та Вінса Стейплса

Тур року
- 2010: The Home & Home Tour Jay-Z та Eminem
- 2011: Watch the Throne Tour Jay-Z та Каньє Веста
- 2012: Club Paradise Tour Дрейка